# C.A. Robins
Charles Armington "Doc" Robins, född 8 december 1884 i Defiance, Iowa, död 20 september 1970 i Lewiston, Idaho, var en amerikansk republikansk politiker och läkare. Han var guvernör i delstaten Idaho 1947–1951.
Robins utexaminerades 1907 från William Jewell College. Han gjorde karriär som läkare och tjänstgjorde 1943 som talman i Idahos senat. I republikanernas primärval inför guvernörsvalet 1946 besegrade Robins ex-guvernören C.A. Bottolfsen och i själva guvernörsvalet vann han mot ämbetsinnehavaren Arnold Williams.